# Sosibius (précepteur)
Pour les articles homonymes, voir Sosibius.
Sosibius fait partie de l'entourage de l'empereur Claude et est le précepteur de son fils Britannicus et de Titus, futur empereur. 
En 47, Sosibius aide Messaline et Lucius Vitellius à éliminer l'ancien consul Valerius Asiaticus, en le rendant suspect aux yeux de Claude. Après le suicide d'Asiaticus, Vitellius récompense Sosibius en lui faisant attribuer par le Sénat un million de sesterces, pour ses conseils à Claude et pour l'éducation de Britannicus.
Quatre ans plus tard, en 51, la nouvelle épouse de Claude Agrippine accuse Sosibius de conspirer contre son fils Néron et le fait égorger, pour le remplacer comme éducateur de Britannicus par des gens de son choix, mettant ainsi Britannicus sous sa surveillance,.